# فيلديمان
فيلديمان (بالألمانية: Wildemann) هي بلدة ألمانية تقع في جبال هارز في ألمانيا. يقدر عدد سكانها بـ 918 نسمة .